# Linha Roxa (linha de cessar-fogo)
A linha roxa era a linha de cessar - fogo entre Israel e a Síria após a Guerra dos Seis Dias de 1967 e serve como a fronteira de fato entre os dois países. 

## História
A Síria conquistou a independência da França em 1946 e em 14 de maio de 1948 os britânicos se retiraram da Palestina quando Israel declarou sua independência.  Forças sírias participaram da guerra árabe-israelense de 1948 entre as forças árabes e o recém-criado Estado de Israel.  Em 1949, acordos de armistício foram assinados e uma fronteira provisória entre a Síria e Israel foi delineada (com base na fronteira internacional de 1923; veja a conferência de San Remo ).  Forças sírias e israelenses entraram em confronto em numerosas ocasiões na primavera de 1951.  As hostilidades, que resultaram da oposição síria a um projeto de drenagem israelense na zona desmilitarizada, cessaram em 15 de maio, após intercessão do Conselho de Segurança das Nações Unidas . 

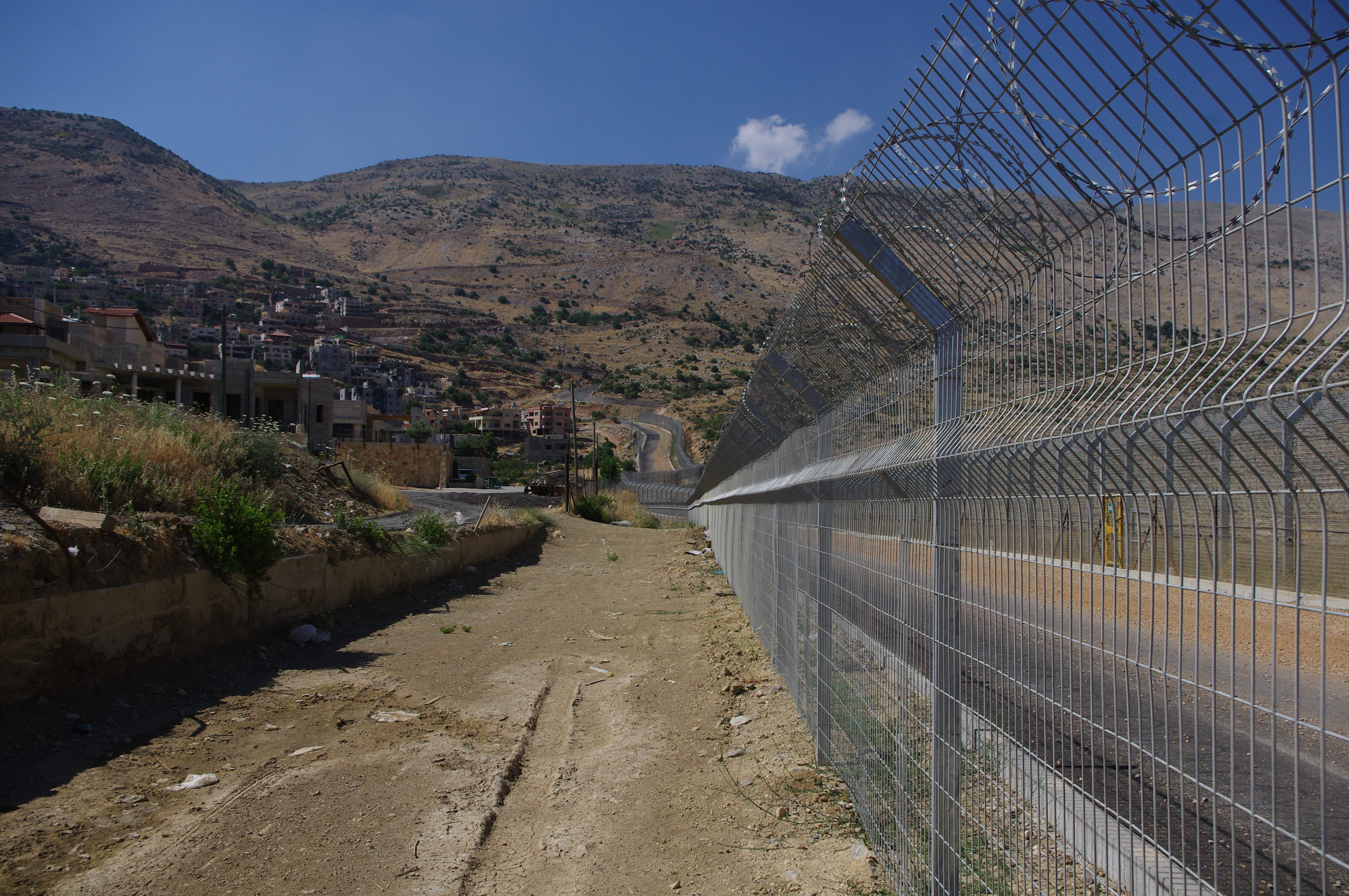
Majdal Shams, aldeia na Linha Roxa

Em junho de 1967, depois de lutar contra a Síria, a Jordânia e o Egito na Guerra dos Seis Dias , Israel capturou toda a extensão das Colinas de Golã, incluindo sua principal cidade, Quneitra .  A linha de cessar-fogo resultante (apelidada de "Linha Roxa", desenhada nos mapas da ONU) foi supervisionada por uma série de posições e postos de observação tripulados por observadores da Organização de Supervisão de Tréguas das Nações Unidas e tornou-se a nova fronteira entre Israel e Síria. 

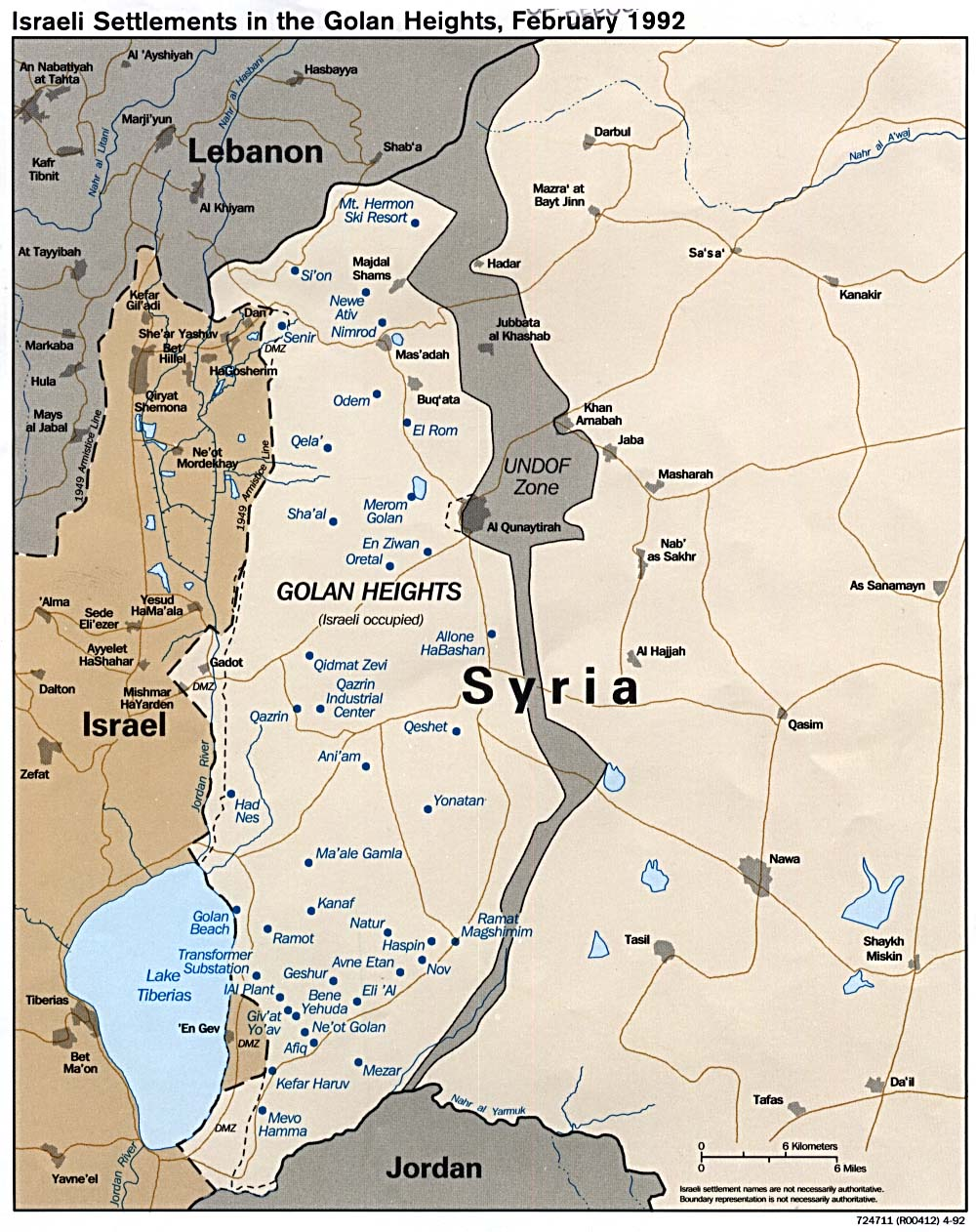
Mapa da zona UNDOF

Em um ataque surpresa consistindo de um enorme golpe blindado , os sírios atravessaram a Linha Roxa até as Colinas de Golã durante a Guerra do Yom Kippur em 1973.  Depois de vários dias de lutas muito pesadas no Golan, eles foram empurrados mais para dentro da Síria e Israel conquistou mais território dentro da Síria além da Linha Roxa no momento em que um cessar - fogo foi alcançado.  Nas negociações de desligamento após a guerra, Israel e a Síria concordaram em 31 de maio de 1974 em retirar suas respectivas forças nas Colinas de Golã para a Linha Roxa.   No mesmo dia, foi criada uma zona tampão das Nações Unidas e a Zona da Força de Observação do Desengajamento das Nações Unidas (UNDOF) foi estabelecida pelas Nações Unidas após a adoção da Resolução 350 do Conselho de Segurança da ONU .